# Ekron (Kanaan)
Ekron (hebr. ‏עקרון‎; arab. ‏عقرون‎) – starożytne miasto-państwo, część filistyńskiego Pentapolis w Filistei.
Położenie Ekronu na granicy między Filisteą a królestwem Judy czyniło je kluczowym punktem w konfliktach między Filistynami a Hebrajczykami. Historia miasta odkrywana jest dzięki badaniom biblijnym i archeologicznym.

## Lokalizacja
Ekron znajduje się w centralnym Izraelu, na Szefeli, około 8 km na południowy zachód od Ramli. W starożytności w pobliżu przebiegała granica między Filisteą a Królestwem Judy. Klimat regionu jest śródziemnomorski, sprzyjający rolnictwu, szczególnie uprawie oliwek, co potwierdzają znaleziska archeologiczne. Biblijny Ekron został zidentyfikowany w miejscu dzisiejszego kopca Tel Miqne (arab. Khirbet el-Muqanna), o powierzchni około 75 akrów, z pozostałościami murów obronnych i innych struktur defensywnych, wskazujących na jego militarny i gospodarczy charakter. Kwadratowy tel (pagórek) wznosi się zaledwie kilka metrów nad żyzną równiną. 

## Historia
W drugim tysiącleciu p.n.e. Ekron zamieszkiwali Kananejczycy, którzy byli Semitami. Okupacja obejmowała początkowo cały obszar tel, później skupiona była już tylko na akropolu, na którym odkryto budynek publiczny zniszczony przez pożar w XIII wieku p.n.e.
W XII wieku w Ekronie pojawili się Filistyni, należący do ludów morza. Ich miasto było dobrze zaplanowane i ufortyfikowane. Istniało przez 200 lat, zajmując całą powierzchnię tel. Odnaleziona wczesna ceramika filistyńska wskazuje na związki osadników z kulturą mykeńską. Na związki z tą kulturą wskazują również pewne cechy architektoniczne. Filistyni zamieszkiwali teren Ekronu od XII do końca VII wieku p.n.e. W XII–XI wieku p.n.e. Ekron był otoczonym trzymetrowym murem z cegły. W centrum dolnego miasta znajdował się królewski ośrodek administracyjny, budynki administracyjne i świątynia. Budynek kultyczny o powierzchni 240 m² z paleniskiem i wybrukowanymi ławami i podium nawiązuje rozwiązaniami do budowli mykeńskich z tego okresu. Wśród licznych artefaktów z żelaza wydobyto nóż z rzeźbioną rękojeścią z kości słoniowej.
Według Starego Testamentu Ekron został przydzielony plemieniu Judy (Joz 15,45-46; Sdz 1,18), a później plemieniu Dana (Joz 19,43). Zgodnie z odkryciami archeologicznymi w XII i XI wieku p.n.e. miasto nie należało do Izraelitów, zamieszkiwali je Filistyni. Arka Przymierza, odebrana Żydom, trafiła najpierw do świątyni Dagona w Aszdodzie, a następnie do Ekronu (1Sm 5,10). Gdy Dawid pokonał Goliata w Dolinie Ela na granicy z Judą, Izraelici ścigali Filistynów aż do bram Ekronu (1Sm 17,52). Biblijny prorok Amos zapowiedział zniszczenie miasta (Am 1,8). Miasto zostało zdobyte w 712 roku p.n.e. przez króla asyryjskiego Sargona II, który uwiecznił ten fakt na płaskorzeźbach na ścianach swojego pałacu w Chorsabadzie.
W VII wieku p.n.e. Ekron ponownie stał się ważnym ośrodkiem administracyjnym, a niektórzy z jego królów są wymienieni w annałach nowoasyryjskich władców. Rozbudowane zostało dolne miasto, na północy powstała całkiem nowa dzielnica. Istniała w nim specjalna strefa dla elity oraz dzielnice rzemieślnicze czy handlowe. W szczytowym okresie Ekron zajmował obszar około 85 akrów i był jednym z największych miast Palestyny czasów biblijnych. W Ekronie wytwarzano dużo ilości oleju z oliwek oraz tekstyliów. Szacuje się, że w tym okresie Ekron wytwarzał co najmniej 500 ton oliwy rocznie.
Filistyńscy mieszkańcy miasta chłonęli wpływy fenickie i hebrajskie. Odnaleziono kamienne kwadratowe ołtarze z zagłębieniem ofiarniczym i odstającymi rogami, znane z opisów biblijnych.
W Drugiej Księdze Królewskiej (1,2-18) izraelski król Achazjasz konsultuje się z bogiem Ekronu, Baal-Zebubem. Proroctwa sądu przeciwko Ekronowi znajdują się w Księdze Sofoniasza (2,4), Księdze Jeremiasza (25,17-20), Księdze Amosa (1,8) i Księdze Zachariasza (9,5.7).

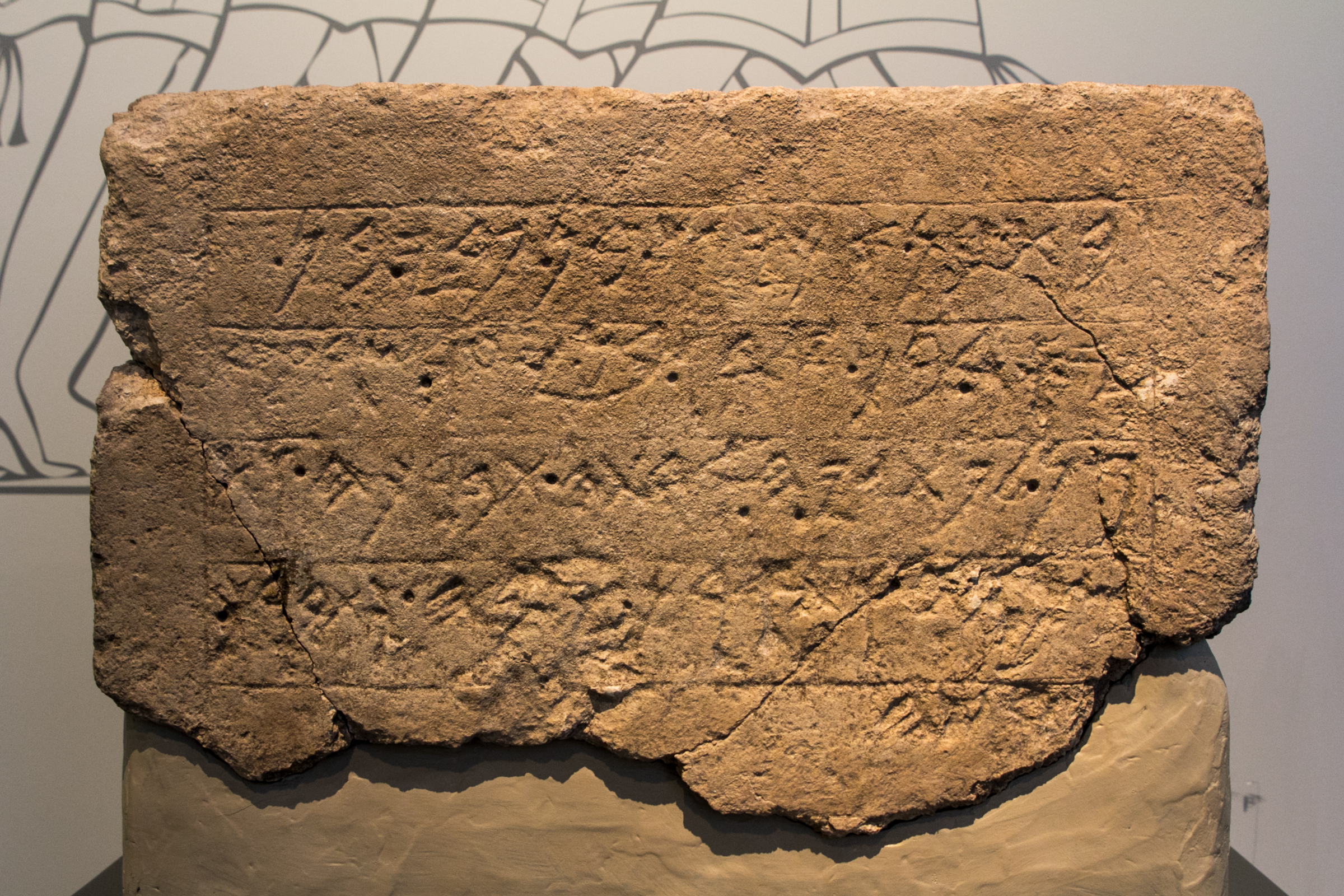
Inskrypcja dedykacyjna z 1. poł. VII wieku p.n.e. odnaleziona w 1996 roku, Muzeum Izraela

W 604 roku p.n.e. Ekron zdobyły i zniszczyły wojska Nabuchodonozora II. Mieszkańcy chowali cenne przedmioty, które zostały odnalezione podczas wykopalisk archeologicznych, m.in.: kilkadziesiąt sztuk srebrnej biżuterii, kamienie szlachetne, cięte kawałki złotych i srebrnych sztabek służących jako pieniądze. Archeolodzy odkryli dużą budowlę asyryjską o wymiarach 57 × 38 m. Z tego miejsca wydobyto kompletną inskrypcję królewską. Napis znajdujący się na prostokątnym kamieniu o wymiarach 60 x 39 x 26 cm głosi: Świątynia, którą zbudował, 'kys (Achish, Ikausu) syn Padi, syn Ysd, syn Ady, syn Ya’ira, władca Ekronu, dla Ptgyh, jego pani. Niech ona go błogosławi, chroni, przedłuża jego dni i błogosławi jego ziemię. Inskrypcja zawiera nazwę miasta oraz imiona władców, z których dwaj wymieniani są jako królowie w tekstach innych niż Biblia. Odkrycie pozwoliło na całkowitą identyfikację kopca Tel Miqne jako pozostałości biblijnego Ekronu.
W 147 roku p.n.e. Aleksander Balas podarował miasto Jonatanowi Machabeuszowi (1Mch 10,89). W IV wieku biskup Euzebiusz z Cezarei odnotował istnienie Ekronu jako „bardzo dużego miasteczka”. Mozaikarze umieścili je na bizantyjskiej mapie z Madaby w VI wieku.
Od czasów średniowiecza teren Ekronu pozostawał niezamieszkany, podobnie jak inne pofilistyńskie miejscowości: Aszkelon i Aszdod. W XIX wieku amerykański biblista Edward Robinson identyfikował Ekron z arabską wioską ʿAqir. W 1883 roku baron Edmond de Rothschild założył osadę żydowską w pobliżu ʿAqir. Ekronem zaczęto nazywać nowe osiedle dla imigrantów powstałe w 1949 roku (Kirjat Ekron).
Izraelskie wykopaliska w Tel Miqne prowadzone były w latach 1981–1996.